# Policeyordnung für das Herzogtum Westfalen (1723)

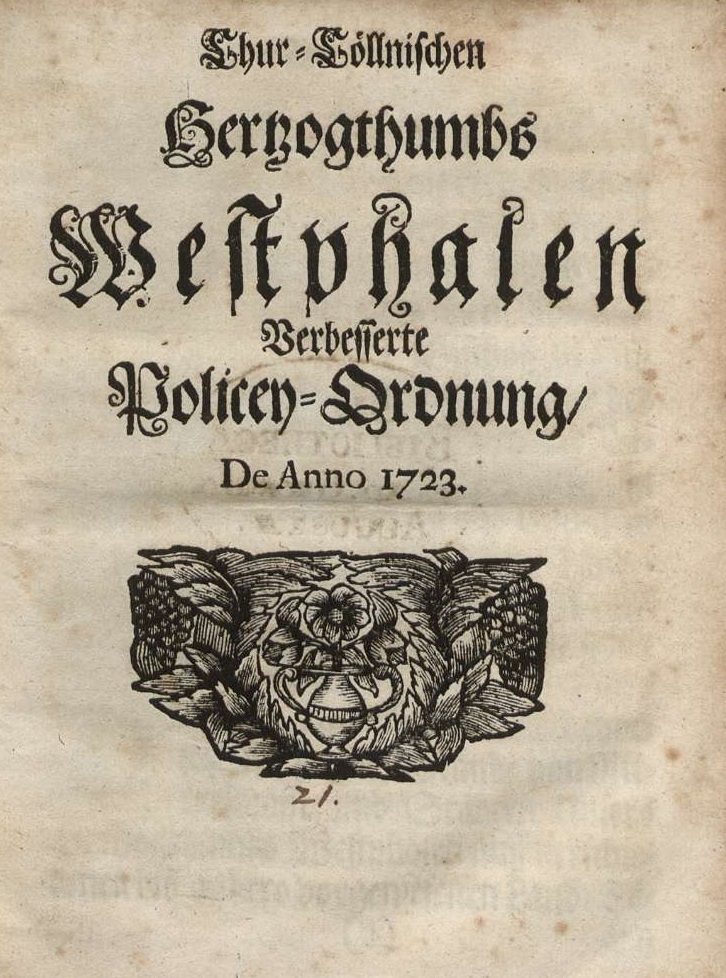
Titelblatt der von Joseph Clemens erlassenen Policeyordnung von 1723

Die Policeyordnung für das kurkölnische Herzogtum Westfalen vom 20. September 1723 wurde von Kurfürst-Erzbischof Joseph Clemens von Bayern in Bonn erlassen. Sie umfasst 44 Titel mit 250 Paragraphen. Die Policeyordnung befasst sich mit Fragen zu Religion, gesellschaftlichen Normen, Handel und Wirtschaft, sowie Schadensregulierungen und weiteren öffentlichen Ordnungsmaterien.

## Einführung

### Die Idee der „guten Policey“

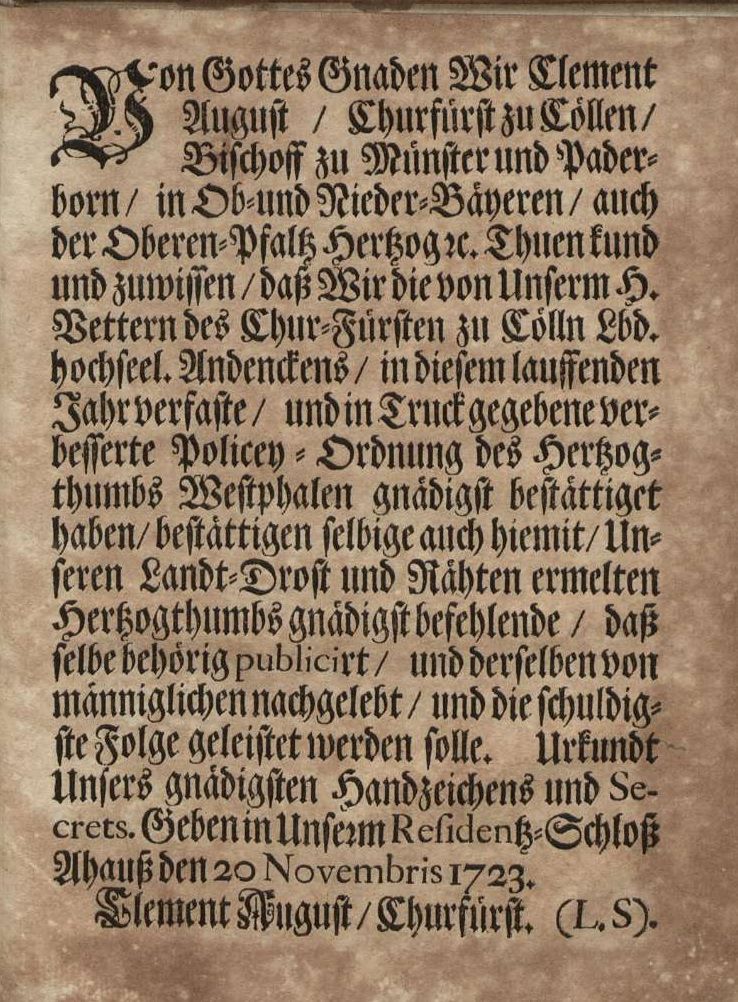
Bestätigung der von Joseph Clemens verfassten Policeyordnung von 1723 für das Herzogtum Westfalen durch Clemens August

Die „gute“ Policey (altgriechisch πολιτεία / politeia = Ordnung) entwickelte sich seit dem 15. Jahrhundert zu einer allgemeinen, innenpolitischen Ordnungsvorstellung, die entweder durch einen speziellen Normgebungsakt (Einzelverordnung), eine ordnende Regierungs- bzw. Verwaltungstätigkeit oder durch eine bereichsübergreifende Gesamtordnung propagiert wurde. Sie stellte noch im 18. Jahrhundert ein unverzichtbares Mittel des innenpolitischen Handelns dar und zeigte mit ihren weitreichenden Ordnungsvorschriften den Willen zur staatlichen Monopolisierung der Gesetzgebungskompetenz.
Die Durchsetzbarkeit von Policeyordnungen ist allerdings nach wie vor umstritten. Gegen eine weitreichende Durchsetzung spricht vor allem das Fehlen von herrschaftlichen Exekutivorganen, welche erst im 18. Jahrhundert sukzessive etabliert werden konnten (Policeybehörde, Policeykommissar). Vermehrt wird in neuerer Zeit hingegen auf die symbolische Bedeutung der Policeyordnungen für die Abbildung des frühneuzeitlichen Herrschaftsverständnisses abgestellt.

### Kontext der Policeyordnung von 1723
Die Policeyordnung für Westfalen von 1723 stellt in diesem Kontext die letzte im Kölner Kurstaat erlassene, alle Bereiche umfassende Gesamtordnung dar.
Grundlage waren die vorangegangenen Ordnungen für das Herzogtum Westfalen von 1645 und 1656 wie auch die Kölner Ordnungen von 1537/1538 und 1595. Gleichzeitig markiert sie eine Phase des Herrschaftsüberganges in Kurköln, da Kurfürst Joseph Clemens nur knapp zwei Monate nach ihrem Erlass starb. Sein Nachfolger Clemens August bestätigte sie bereits am 20. November 1723 bei einem Aufenthalt in Schloss Ahaus. Clemens August versuchte in der Folge bis 1739 mehrmals, die westfälische Ordnung auf den rheinischen Teil des Kurfürstentums auszuweiten, was aber am Widerstand der dortigen Landstände scheiterte. Dadurch verstärkte sich in Kurköln die Tendenz, die Policey durch Einzelverordnungen festzusetzen, da hierbei nicht generell die Zustimmung der Landstände bzw. des Domkapitels erforderlich war.

### Intention der Policeyordnung
Der Policeyordnung vorangestellt ist eine Einleitung des Kölner Erzbischofs und Kurfürsten Joseph Clemens von Bayern, in der Entstehungsgeschichte und Intention der Policeyordnung von 1723 zusammengefasst werden. Initiatoren derselben waren demnach die Landstände (Ritterschaft und Städte), die mit dieser Neufassung der veränderten Lage im Herzogtum Westfalen gerecht werden wollten. Als explizite Gründe nennt Joseph Clemens, neben Konflikten und Kriegen, Missstände, die sich beim Volk eingeschlichen hätten.
Um die Policeyordnung durchzusetzen, erlässt Joseph Clemens bereits in der Einleitung den Befehl, dass die Beamten des Herzogtums dazu angehalten seien, Verfehlungen nachzugehen. Er erlässt zudem eine Art Publikationspflicht, indem die Policeyordnung jedes Jahr aufs „Neue an jedem Gericht in denen Städten und Freyheiten aber auff denen Rathäusern öffentlich verlesen“ werden müsse, so dass ein jeder Untertan Kenntnis über diese erhält.
Die letzte Seite der Einleitung schließt mit der Datierung „Gegeben in Unserer Residentz-Stadt Bonn den 20 Septembris 1723. Joseph Clement/ Chur-Fürst“. Am unteren, rechten Seitenrand findet sich der Namenszug „Frid.Fabion.“ Es handelt sich um den kurkölnischen Sekretär Friedrich Fabion, über den nur wenig bekannt ist. Der französische Gesandte Chevalier de Boissieux schrieb über Fabion in einem Bericht an seinen Hof im Herbst 1728, dass er den Ruf eines sehr erfahrenen und ehrenwerten Mannes habe. Im Kurkölner Hofkalender von 1745 wird er als Geheimer Hof- und Kammerrat, Geheimer Konferenz- und Kabinettssekretär sowie Sekretär des St.-Michaels-Ordens fassbar. Fabion war vermutlich qualifiziert genug, um bei der Ausarbeitung der Policeyordnung eine führende Rolle gespielt zu haben.

## Inhalt der Policeyordnung von 1723
Die 44 Titel der PO lassen vier zusammenhängende Themenblöcke erkennen, welche im Folgenden separat zusammengefasst werden. Am Anfang stehen religiös-konfessionelle Regelungsmaterien. Diese Bestimmungen wurden in den meisten frühneuzeitlichen Policeyordnungen an den Anfang gestellt, um der herausgehobenen Stellung der Religion Rechnung zu tragen. Dies gilt umso mehr, wenn es sich wie im vorliegenden Fall um eine Ordnung handelt, die von einem geistlichen Landesherrn erlassen wurde.
Anschließend behandelt die Policeyordnung den Bereich der gesellschaftlichen Normen, die das soziale Zusammenleben reglementieren sollten, gefolgt von wirtschaftlichen Bestimmungen. Den Abschluss bilden diverse Bestimmungen verschiedener Regelungsmaterien, die unter „Schadensregulierung und -prävention“ zusammengefasst werden können.
Zu einem besseren Überblick, wurden im Folgenden die jeweiligen Titel der Policeyordnung zusammengetragen. Einige Titel bestehen aus lediglich einem Paragraphen. Titel die mehrere Paragraphen enthalten, sind in Klammern angegeben.
- „Tit. 1. Von Gotteslästerung und Gottes-Schwähren“ (5 §)
- „Tit. 2. Von Lästerung der Mutter Christi und deren Heiligen“
- „Tit. 3. Von Zuhöreren solcher Lästerung“
- „Tit. 4. Von Schwähren und Fluchen“
- „Tit. 5. Von des Adels und ihrer Bedienten Gottes-schwähren und fluchen“
- „Tit. 6. Von Warnung auf den Predigtstühlen aller Gotteslästerung und Schwur halber“
- „Tit. 7. Von Wiedertäufferen und anderen verbottenen Secten“
- „Tit. 8. Von Gottesdienst und Haltung der Sonn- und Feyertägen“ (9 §)
- „Tit. 9. Von Winckel-Predigten“
- „Tit. 10. Von Buchtrucken und verkauffen“
- „Tit. 11. Von Versamblungen und ungebührlichen Rotten“
- „Tit. 12. Vom übermäßigen Trincken“ (7 §)
- „Tit. 13. Von leichtfertiger Beywohnung“ (3 §)
- „Tit. 14. Von Erziehung der Kinder“ (9 §)
- „Tit. 15. Von Wucherlichen Contracten oder Verträgen“ (10 §)
- „Tit. 16. Von anderen heimblichen und betrieglichen Contracten“ (3 §)
- „Tit. 17. Von Bettleren und Müßiggängeren“ (9 §)
- „Tit. 18. Von unordentlicher kostbarkeit deren Kleideren und unnöthigen Kösten bey denen Traurfällen“ (8 §)
- „Tit. 19. Von übermäßigen kösten so bey Fastnacht, Hochzeit, Kindertauffen, Begräbnuß- und anderen Gesellschafften aufgewendet werden“ (11 §)
- „Tit. 20. Von Verkauffung deren Wüllen-Tücher“ (2 §)
- „Tit. 21. Von Ehl, Maaß und Gewicht“ (2 §)
- „Tit. 22. Von Brodt backen und verkauffen“ (3 §)
- „Tit. 23. Von Ein- und Verkauffung des Biers“
- „Tit. 24. Vom Wein-verkauffen“ (4 §)
- „Tit. 25. Vom Fleisch-Verkauffen“ (9 §)
- „Tit. 26. Von dem Fischwerck“
- „Tit. 27. Von Verkauffung des Gewürtz“ (3 §)
- „Tit. 28. Von Abdingung anderer Leuthen Reisigen, Knechten und Dienstbotten“ (5 §)
- „Tit. 29. Von Taglöhneren und Botten-Lohn“ (8 §)
- „Tit. 30. Von großer Fahrläßigkeit und Versaumnüß des Brands“ (20 §)
- „Tit. 31. Von guter Ordnung und Policey in denen Städten und Freyheiten, wie dieselbe in Aufnehmen zu bringen und mit Werck-Aembteren zu versehen“ (24 §)
- „Tit. 32. Die Schnade des Landts, Ambt, Städt und Gerichteren Jährlich zu beziehen“ (2 §)
- „Tit. 33. Von Verhauung der hohen Gewälder und Landwehren“ (4 §)
- „Tit. 34. Von gemeinen Waldemeyen, Marcken und Holtzordnungen“ (20 §)
- „Tit. 35. Von Theilung deren Höfen, Güter und Auffbauung neuer Kotten“ (11 §)
- „Tit. 36. Von den Fischereyen“ (4 §)
- „Tit. 37. Von der Jagt und Tauben-Flucht“ (3 §)
- „Tit. 38. Von Gärten, Feldt-Schaden und Diebereyen“ (21 §)
- „Tit. 39. Von muthwilligen Außtretten der Underthanen“ (2 §)
- „Tit. 40. Von Zigeineren oder Heyden“ (6 §)
- „Tit. 41. Von denen Medicis, Apothekeren, Visitation deren Apotheken, Chyrurgis, deren Examination, wie auch Hebammen und dergleichen“ (6 §)
- „Tit. 42. Von Schlägerey“ (4 §)
- „Tit. 43. Von Brüchten“
- „Tit. 44. Von Landstrassen, gemeinen Weegen, Brücken und Steegen“.

### Religion/Konfession

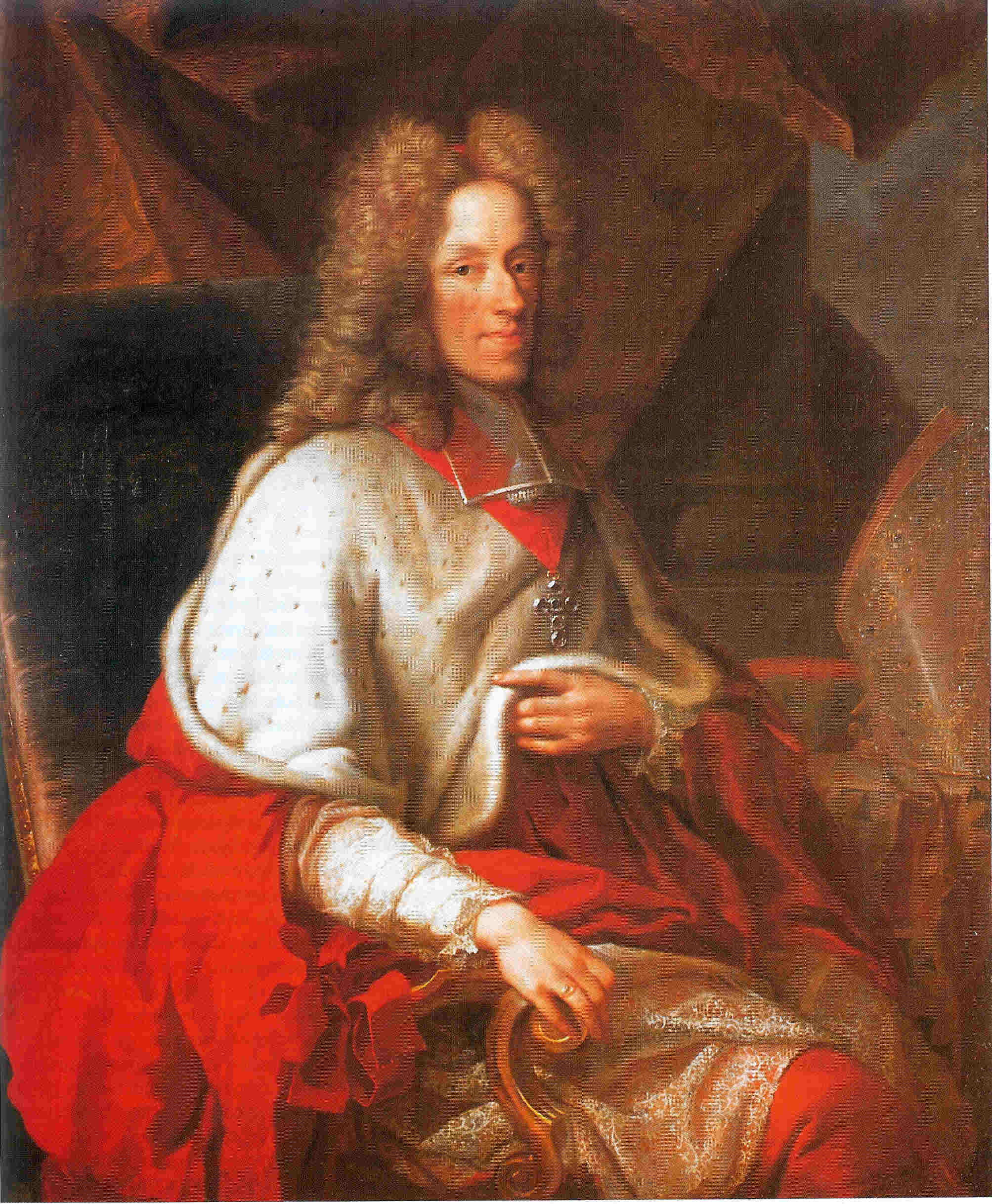
Joseph Clemens von Bayern mit dem Symbol seiner Bischofswürde, der Mitra

Die Systematik der Policeyordnung setzt den Schutz religiöser Sozialnormen an ihren Anfang (Tit. 1–10). Dadurch sollen nicht nur diese gesellschaftsbildenden Normen mit Gesetzeskraft geschützt werden, sondern auch alle weiteren Normen in den Abglanz der religiösen Normen gestellt werden. Die Allgemeingültigkeit dieser Normen wird ausdrücklich betont (Tit. 5).
Schon in früheren Policeyordnungen des 16. Jahrhunderts findet sich die Religion in der thematischen Struktur an erster Stelle (Reichspoliceyordnungen von 1530, 1548, 1577). Insoweit ist eine Kontinuität zu beobachten, welche durch Voranstellung der religiösen Normen nicht nur die besondere Bedeutung der Bestimmungen hervorhebt, sondern zugleich auch ein Fundament sowohl des Gesetzes als auch des gesellschaftlichen Lebens bzw. der öffentlichen Ordnung bereitet.
Die Vorbildfunktion der gesellschaftlichen Elite, des Adels, in religiösen Dingen wird besonders hervorgehoben. Titel 5 ist gänzlich dem Fluchen des Adels und seiner Bediensteten gewidmet. Die Grafen und Herren sollen „Gottes-Schwür und Fluchen“ unterlassen und dieses unter ihren Dienstboten gebührlich strafen. Um die auf der Religion fußende Ordnung zu bewahren, stellen die Titel 9 bis einschließlich 11 polizeirechtlich das Verbreiten anderer Überzeugungen unter Strafe. Hierunter fallen „Winckel-Prediger“ und die Verbreitung anderer religiösen Schriften.
Der Einfluss der religiösen Normen auf das gesellschaftliche Leben lässt sich besonders durch den Titel 8: „Von Gottesdienst und Haltung der Sonn- und Feyertagen“ nachzeichnen. Sonn- und Feiertage sind hiernach durch Teilnahme an Gottesdienst (§ 1) und Unterlassung alltäglicher Arbeiten (§§ 2-6), wie etwa dem Heudreschen, der Markttätigkeit oder dem Ausschank von alkoholischen Getränken, gekennzeichnet. Titel 8 adressiert die Gesamtheit der Untertanen (§ 1) und eröffnet damit ein weitreichendes, das gesamte Alltagsleben umfassendes Anwendungsgebiet. Das Arbeitsverbot hatte weitreichende Folgen für die Wirtschaft. Weder das Abhalten eines Marktes, noch der Verkauf oder sonstiger Handel (§§ 5, 6) waren gestattet. Verstärkt wurde diese Regelung durch die Strafandrohungen im Falle eines Fehlverhaltens. Bei dem Warenankauf (§ 6) beispielsweise wurde neben der Strafandrohung von 2 Mark auch die erworbene Ware entzogen und dem Eigentum der Kirche überführt. Der Wirt seinerseits war angehalten, den Ausschank alkoholischer Getränke zu unterlassen (§ 3). Zusätzlich wurde auch dem Konsumenten alkoholischer Getränke eine anderthalb Mark hohe Strafe angedroht (§ 3). Die Durchsetzung des angedrohten Strafregisters bzw. die Überwachung normgemäßen Verhaltens oblag „gewissen Leute“, welche durch die Obrigkeit eingesetzt wurden (§ 9). Hierdurch wirkte man dem verbreiteten Exekutivproblem erlassener Gesetze zumindest normativ entgegen. Wie es um die tatsächliche Umsetzung stand, kann indes nicht belegt werden.

### Gesellschaftliche Normen
Einen eigenen thematischen Abschnitt innerhalb der Policeyordnung bilden die Titel 11 bis 19. In diesen werden Gesellschaftsnormen aufgestellt und die Bestrafung bei Zuwiderhandlung geregelt. Diese Normen dienen vornehmlich der Sicherstellung des geordneten öffentlichen Lebens, zum einen aber auch der Wahrung der religiösen und ständischen Ordnung. So berufen sich nahezu alle Titel auf christliche Werte und Gebote wie das Verbot des leichtfertigen Beischlafs (Tit. 13). Durch ein Verbot des übermäßigen Alkoholkonsums (Tit. 12) sollen beispielsweise nicht nur Verbrechen wie Mord, Ehebruch oder Diebstahl unterbunden werden, sondern auch Gotteslästerung. Auch in anderen Titeln lassen sich immer wieder Bezüge zu Gott herstellen.
Des Weiteren werden die Vormunde der Kinder zu einer richtigen Erziehung der Kinder (Tit. 14) angehalten, indem sie sie in Lehrschulen schicken sollten. Die Fürsorgepflicht für Verwandte im Falle des Todes eines oder beider Elternteile wird geregelt.
Auch die korrekte Erstellung von Verträgen und das Verbot des Wuchers werden in der Policeyordnung schriftlich festgehalten (Tit. 15 und 16).
Die ständische Ordnung im Herzogtum Westfalen soll durch eine standesgemäße Kleidung gewährleistet werden. So wird den einzelnen Ständen aufgetragen anlässlich von Trauerfällen (Tit. 18) oder Hochzeiten, Kindtaufen, an Fastnacht und anderen gesellschaftlichen Ereignissen (alle Tit. 19) nicht durch zu kostenintensive Ausgaben aufzufallen.
Ein zentraler Aspekt dieses Abschnittes ist Titel 11. In diesem werden „Versammlungen und ungebührliche Rotten“ verboten. Dies dient dazu Versammlungen, die sich gegen „die christliche Religion, die Obrigkeit oder Ehrbarkeit“ richten unter Strafe zu stellen. Im Herzogtum Westfalen ist das Betteln strengen Restriktionen unterworfen, die das Betteln der Einheimischen stark einschränken und es Fremden ohne Ausnahmen untersagt (Tit. 17).
Sowohl geistliche Amtsträger, als auch weltliche Beamte wurden vom Kurfürsten damit beauftragt die Einhaltung der Policeyordnung durchzusetzen. Diese haben Sorge dafür zu tragen, dass die Gesellschaft die in der Policeyordnung festgehaltenen Normen befolgt.

#### Fallbeispiel: Von leichtfertiger Beywohnung
Die Sicherstellung des geordneten öffentlichen Lebens sowie die Wahrung der religiösen Ordnung werden zum Beispiel anhand von Titel 13: „Von leichtfertiger Beywohnung“ deutlich. In §1 werden allgemein außereheliche Beziehungen sowie Ehebruch als ein Verstoß gegen die religiöse Ordnung dargestellt, den es zu bestrafen galt. §2 thematisiert die Vergewaltigung und Verführung von Nonnen („geistlichen Jungfrauen“). Vergewaltigung sowie die Verführung zum Geschlechtsverkehr entgegen dem Gelübde der Frauen wurden mit dem Tode bestraft. Dieses Strafmaß wurde allgemein in Fällen von Vergewaltigung angewandt. Ferner wurden diejenigen, die Frauen ohne Einverständnis derer Eltern, Vormünder sowie nächsten Freunden und Verwandten, obgleich ohne Anwendung von Gewalt, verführten, den Umständen entsprechend bestraft. In §3 ist das Strafmaß bei Ehebruch festgesetzt. Im Falle eines Erstvergehens wurde eine hohe Geldstrafe verhängt. Im Falle eines zweiten und dritten Vergehens wurden die Zuwiderhandelnden mit öffentlicher Buße oder schwerer bestraft. Konnte bei einem Erstvergehen die Summe der verhängten Geldstrafe nicht aufgebracht werden, wurde auch in solchen Fällen als Strafe die öffentliche Buße oder eine schwerere Strafe verhängt.

### Handel und Wirtschaft

#### Allgemeine Einführung
Die Artikel zu Wirtschaft und Handel innerhalb der kurfürstlichen Policeygesetzgebung des Herzogtums Westfalens von 1723 sind grundsätzlich sehr heterogen strukturiert. Eingeleitet wird die Handels- und Wirtschaftsmaterie durch die Regularien des Eich- bzw. Messsystems (Tit. 21), denen allerdings die Bestimmungen zur Qualität von Wolltüchern in Tit. 20 vorgeschoben sind. Des Weiteren gibt es sowohl Qualitätssicherungsmaßnahmen von Lebens- wie Genussmitteln als auch Bestimmungen zur Sicherung des Monopols einheimischer Händler. Darüber hinaus bewegen sich manche Artikel im Grenzbereich dieser beiden adressatengebundenen Konzepte. Die Regelungen zum Beschäftigungsverhältnis von Dienstboten und Tagelöhnern sind dem Bereich zwar zugeordnet und haben Verbindungen zu den vorstehenden Bestimmungen, handeln aber im Grunde eine dem Bereich der Qualitätssicherungsmaßnahmen wesensfremde Thematik ab (Tit. 29). Diese Regelungen folgen den produktbezogenen Bestimmungen unmittelbar nach.
Dabei ist die adressatenabhängige Zielsetzung der Artikel stellenweise unterschiedlich: im Punkt des Brot-, Bier- und Fleischkonsums sprechen diese vermutlich das Milieu einer „Ackerbürgergesellschaft“ an, das derartige Lebensmittel zumindest gelegentlich konsumierte (Tit. 22, 23, 25). Dagegen scheinen sich die Bestimmungen zu dem Luxusbedarf zugehörigen Lebens- und Genussmitteln vor allem an einen elitären Zirkel zu richten (Tit. 24, 26, 27). Gemein ist den Artikeln jedoch deren generell normative Funktion im Sinne der Durchsetzung von im Lebensmittelbereich eigentlich üblichen Standards, die durch mehr oder weniger konsequente Nichtbefolgung offenbar stark gelitten haben. Des Weiteren sind die Titel mittels ihrer quantitativen Ausgestaltung in ihrer Bedeutung voneinander abgrenzbar: Die verhältnismäßig starke Binnenstruktur der Titel lässt ein Bedürfnis besonders genauer Regelung erkennen bzw. in diesen Fällen den wohl unverhältnismäßig starken Verfall ursprünglich gültiger Normen (Tit. 25, 29). Andere Artikel hingegen sind von geradezu stichpunktartiger Kürze, was die Frage aufwirft, ob diese Gegenstände einfach nur zu gering geschätzt wurden oder ob sich darin der unverhältnismäßig schwächere Einbruch ursprünglich normativer Bestimmungen manifestiert (Tit. 26, 20, 21, 22, 23).

#### Inhalt der Einzelbestimmungen
"Tit. 20. Verkauf von wollenen Tüchern"
Titel 20 der Policeyordnung ist eine Vorschrift zur Verhinderung des Betruges bei Meterware. Hier wird verfügt,
wie die Tücher bzw. die Stoffe zum Verkauf vorbereitet werden müssen und wie sie Verkauft werden dürfen:
Sie dürfen nur ungespannt und höchstens feucht feilgeboten werden, um Betrug bei Länge und Gewicht vorzubeugen.
Nach §2 müssen Beamte dem Käufer von verbotenen Tüchern (vgl. Mogelpackung),
zur Entschädigung verhelfen und falls sie dieses nachweislich unterlassen,
den Schaden aus eigener Tasche zahlen.
"Tit. 21. Von Ehl, Maaß und Gewicht"
Titel 21 der Policeyordnung ist eine Verfügung über die Nutzung von „üblichen“ und „hergebrachten“ Maßeinheiten (Ehl, Maas, Gewicht). Die Maßeinheiten waren jedoch von Stadt zu Stadt unterschiedlich, so dass von einer Vereinheitlichung nicht die Rede sein kann.
§ 2 verfügt über eine Kontrolle, die viermal jährlich bei den Messinstrumenten von Ehl, Maas und Gewicht durch „Unterherren“ und Bürgermeister durchgeführt werden muss. Bei Überführung von Nutzung ungeeichter Geräte sind diese zu konfiszieren und der Nutzer gebührend zu bestrafen.
"Tit. 22. Verkaufen und Backen von Brot"
§1 Der Verkauf des Brotes muss reguliert werden, da der Käufer sonst eventuelle Nachteile durch den Bäcker hat. Daher wird verordnet, dass am Anfang jeden Monats den Bäckern durch Beamte, sowie dem Oberbürgermeister und Rates, genaue Angaben zum Gewicht des Brotes vorgegeben werden, welche sich nach den aktuellen Weizen- und Roggenwerten richten. Auf diese Weise soll die Qualität des Brotes sichergestellt werden.
§2 Die Bäcker sollen das Brot ordentlich herstellen unter folgenden Inhalten von nicht mehr als fünf Pfund Mehl und drei Pfund Wasser, dass das gebackene Brot sieben Pfund schwer ist und dieses Gewicht nicht mit der Zugabe von anderen Zutaten verfälschen. Außerdem soll der Bäcker das Brot vor dem Backen mit seinem Emblem versehen, damit bei mangelhafter Ware die Herkunft bestimmt werden kann.
§3 Außerdem sollen Beamte und Bürgermeister jeden Ortes, mindestens viermal im Jahr unangekündigt Brot und Brötchen überprüfen, im Laden sowie in der Backstube. Bei mangelhaftem Ergebnis wird das Brot den Armen gegeben und der Bäcker mit einer Brüchte von einer Mark belastet.
"Tit. 23. Ein- und Verkaufen von Bier"
Wie auch beim Verkauf von Brot, ist die Betrugsgefahr beim Bierausschank sehr groß, auch weil bisher weder Beamte noch Bürgermeister Acht darauf gegeben haben. So sollen die Beamten auf dem Land sowohl in der Stadt die Qualität des Bieres prüfen und darauf achten, dass es zum gleichen Preis verkauft wird, der für die Früchte erhalten wurde.
"Tit. 24. Vom Wein-verkauffen"
§1: Ein Weinzapfer darf weder in den Städten, noch auf dem Land ein Fass Wein eigenmächtig anstechen und den Inhalt in der Öffentlichkeit verkaufen. Dies dürfe nicht geschehen, bevor die städtischen Beamten denselben Wein probiert hätten. Anhand einer Kostprobe sollten die Beamten den Wein bewerten und den entsprechenden Preis dazu nennen und verhängen. Die Bestimmung des Preises sollte auf einer Tafel schriftlich festgehalten und von dem Rührmeister und den Beamten unterzeichnet werden. Dieser Paragraph entstand aus folgendem Anlass: Die Weinhändler hatten zuvor in den Städten und auf dem Land den Wein zum Nachteil der Erwerber verkauft. Weine von geringerer Qualität wurden zu überteuerten Preisen zugunsten der Weinhändler verkauft. §2: Sollte ein Weinhändler die im §1 festgelegte Ordnung missachten oder den Wein mit anderen Weinsorten vermischen und diesen dann noch in Massen verkaufen, so muss dieser seine Einnahmen an die Staatskasse übergeben. §3: Der Bürgermeister und der Rat einer Stadt sollen nach der Publikation dieser Ordnung in dem jeweiligen Ort einen Wein- oder Rührmeister einstellen. Diese sollten den Wein probieren und dementsprechend zu fairen und realistischen Preisen, der Qualität der Ware entsprechend, umändern. §4: Sollten jedoch die Wein- oder Rührmeister mit den Weinhändlern „unter einer Decke stecken“ und sich bei der Preisbestimmung unkorrekt verhalten, so sollen diese von ihrem Dienst entlassen werden. Darauf sollte noch eine angemessene (Geld-)Strafe folgen.
"Tit. 25. Vom Fleisch-Verkauffen"
§1: In der Stadt sollen der Bürgermeister und der Rat – auf dem Land die Beamten – rechtschaffenen und gottesfürchtigen Personen anordnen, das Fleisch zu besichtigen. Vor dem Verkauf soll die Viehhaltung, deren Tötung und die Verarbeitungskriterien des Tierfleisches besichtigt werden. Je hygienischer die Verarbeitung des Fleisches ist, desto höher soll der zu zahlende Preis sein. §2: Sobald die Hygiene-Vorschriften der Fleischverarbeitung nicht eingehalten werden, soll dieses Fleisch nicht zum Verkauf zugelassen werden. §3: Die Besichtigung des Fleisches (ob Ochsen, Rinder, Kühe, Schafe, Kälber, Schweine etc.) soll jederzeit mit Fleiß ausgeübt werden, um zu sehen, ob dies nach der gebührlichen Landes-Art geschieht. Dementsprechend sollen dann von der „fleißigen Aufsicht“ die zu zahlenden Kosten für das Fleisch an den Tafeln jeder Fleisch-Halle aufgeschrieben werden. §4: Wenn ein Fleischhauer seine Ware vor der Besichtigung verkauft oder den festgelegten Preis an der Tafel willkürlich ändert, so soll dies bestraft werden. §5: Es wurde verordnet, dass ein Kalb 14 Tage alt sein muss, ehe es geschlachtet wird. Sollte das Kalb frühzeitiger geschlachtet und danach verkauft worden sein, so soll auch dies eine Strafe mit sich bringen. §6: Das Fleisch muss vorher bearbeitet, ertastet, gestochen, geschlagen, gehangen, ausgetrocknet und gewogen werden. Es darf nicht untereinander vermischt werden, sondern muss unterschiedlich voneinander aufgehangen werden. §7: Das Vieh soll geschlachtet und fertig bearbeitet zum Markt gebracht und dort verkauft werden. §8: Da einiges Vieh verreckt, bevor man es schlachtet, so soll dies weit entlegen, tief unter der Erde begraben werden. §9: Wenn die Fleischhauer ihre Ware dem Käufer – ob Christ oder Jude – nicht nach verordneter Satzung verkaufen oder gegen ähnliche Verordnungen verstoßen, so sollen diese eine Strafe zahlen.
"Tit. 27. Von Verkauffung des Gewürtz"
Die Einfuhr und der Verkauf (weder heimlich noch öffentlich) von Gewürzen (gestoßen wie gemahlen) ist fremden Kaufleuten, Krämern und anderen Landfahrern im Territorium des Herzogtums Westfalen verboten. Die Autoritäten reagieren damit auf die vorsätzliche Qualitätsminderung von Gewürzmischungen. Bei Zuwiderhandlung drohen 2 Mark Strafe. Gleichsam wird inländischen Kaufleuten und Krämern in § 2 die Einfuhr von gestoßenem Gewürz verboten. In Eigenproduktion hergestellte, gestoßene Gewürzmischungen dürfen jedoch weiterhin vertrieben werden. Des Weiteren gibt es jährlich mehrere unangemeldete Kontrollen der Kramladen von Seiten der Obrigkeit, die feststellen, dass keine verbotenen Gewürzmischungen verhandelt werden. Im Falle der Auffindung derartiger Gewürzmischungen werden die verbotenen Bestände eingezogen. Des Weiteren soll laut § 3 allein weißer bzw. ungefärbter Ingwer veräußert werden; der Verkauf von gefärbtem Ingwer ist verboten. Dies wird auch durch die Bestimmungen des Heiligen Römischen Reiches geregelt. Die Kaufleute werden ausdrücklich ermahnt, die Einfuhr und den Verkauf von derartigem Ingwer zu unterlassen.
"Tit. 28. Von Abdingung anderer Leuthen / Reisigen Knechten und Dienstbotten"
Dieser Titel umfasst fünf Paragraphen über die Abwerbung, Entlohnung und Kündigung von Dienstboten und Gesinde. Entscheidend hierbei ist die Festsetzung von Strafzahlung bei Nichtbefolgung.
"Tit. 29. Von Taglöhneren und Botten-Lohn"
Der Titel 29 schließt die wirtschaftlichen Verordnungen ab. Aufgrund der Unsicherheit unter Tagelöhnern und Boten sowie ihren Arbeitgebern über die Lohn- und Arbeitsverhältnisse erlassen, behandelt Titel 29 die Entlohnung ebenjener in den Paragraphen 2 bis 8. Die Ausnahme bildet Paragraph 1. Hier werden die Lohntaxen für festangestellte Maurer, Zimmermeister und Schreiner festgesetzt.

#### Fallbeispiel: Bestimmung zur Qualität von Fischprodukten
Zum Verkauf stehende Fischprodukte (getrockneter wie gesalzener Fisch) müssen durch Aufsichtspersonen („Orts Obrigkeit Abgeordnete“) zuvor kontrolliert und für den Handel freigegeben werden. Produkte, die den Qualitätsanforderungen nicht genügen, sollen durch Vergraben entsorgt werden.
Dieser Artikel der Policeygesetzgebung wirft zuvorderst die Frage nach der Herkunft und der quantitativen Menge des zu kontrollierenden Fisches auf. Aufgrund der enormen Kostenintensität von in Binnengewässern gefangenem Süßfisch und seiner Vereinnahmung durch das Herrenprivileg zur damaligen Zeit, dürfte es sich in diesem Fall um Importfisch aus Seegebieten handeln. Zum Zeitpunkt der Publikation der Policeygesetzgebung waren die Niederlande der Hauptexporteur von künstlich-konserviertem Seefisch, die diesen häufig über englische, französische, norwegische, schottische aber natürlich auch niederländische Fänger in ganz Europa bis in den Ostseeraum hinein verhandelten. Vor allem Amsterdam galt als Drehscheibe des europäischen Fischhandels, über die der Fisch vermutlich auch ins Rheinland (Köln als Verteilerzentrum für den niederländischen Hering) exportiert wurde. Über diese Städte wurde vermutlich auch das Herzogtum Westfalen von diesen Produkt- und Handelsströmen tangiert. Vordergründig dürfte es sich hierbei um Hering und Kabeljau gehandelt haben. Der Hering wurde aufgrund seiner Fettintensität zumeist gesalzen, der Kabeljau hingegen aufgrund seines Fettmangels meist lediglich getrocknet (Stock- aber auch Klippfisch), was auch in den Bestimmungen der Policeyordnung seinen Niederschlag findet.
Anderweitige Konservierungsmethoden wie die der Fermentierung mittels Säure oder mittels Räuchern finden keine Erwähnung. Wahrscheinlich war man aufgrund des Imports derartiger Produkte an diesbezüglichen Feinheiten der Lebensmittelkonservierung auch kaum interessiert. Bemerkenswert ist diese Bestimmung zum Fischimport auch deshalb, weil es sich im Grunde nicht um eine Qualitätssicherungsmaßnahme für im Inland produzierte Güter handelt, auf deren Fertigung bzw. Produktion man bereits vor Ort hätte Einfluss nehmen können, sondern um Regularien für Importgüter, die – im Falle des Fisches – durchaus einen guten Ruf genossen. Damit verbunden stellt sich die Frage, wie derartige Konsum- und Lebensmittelströme tatsächlich hätten kontrolliert werden können und was die genauen Prüfkriterien gewesen sein könnten. Auch ist nicht eindeutig feststellbar, wo die Produkte kontrolliert werden sollten, ob unmittelbar bei Einfuhr oder erst im Inland. Derartige Hinweise lassen den Schluss zu, dass es somit zwar ein begründetes Interesse bzw. „Interessenkongruenzen“ bei der Kontrolle derartiger Produkte gegeben haben muss (bei Obrigkeit wie relativ vermögenden Untertanen), dieses Interesse aber kaum in faktisch durchführbaren Kontrollaktionen münden konnte. Zwar scheinen Kontrollorgane und Instrumentarien des obrigkeitsstaatlichen Polizeistaates durch Amtsdiener durchaus bestanden zu haben, jedoch ist deren Wirksamkeit aufgrund fehlender Motivation und Anreize insgesamt als fragwürdig zu beurteilen. In dieser Bestimmung scheint sich somit vor allem der Wille der Obrigkeit zur Regulierung in diesem Bereich niederzuschlagen, weniger die faktische Umsetzung. Vielmehr bestand lediglich der Anspruch zur Lebensmittelregulierung, war doch gerade der Bereich der Lebensmittelversorgung eine der Hauptaufgaben einer sich paternalistisch gebenden Obrigkeit, die auch für das Gemeinwohl wirken wollte.
Da Fisch insbesondere zu Fasten- und Abstinenztagen (Freitag und Samstag) als Speise im katholischen Herzogtum Westfalen zumindest in finanziell potenteren Kreisen gefragt gewesen sein muss, empfand man eine Regulierung vermutlich auch aus diesem Grund als förderlich. Insgesamt war der Konsum von Fisch jedoch tendenziell gering: innerhalb der ländlichen Unterschichten wurde er vermutlich äußerst selten konsumiert, in der ländlichen Mittelschicht (u. a. Reisige) dagegen häufiger. Begründet war dies in der enormen Kostenintensität, die Fisch nur für die mittleren und gehobenen Schichten erschwinglich machte, wie dies u. a. auch aus den ländlichen Speiseordnungen aus dem Raum Westfalens für die gleiche Zeit ablesbar wird. Der Verkauf von Süßwasserfischen scheidet jedoch innerhalb dieser Bestimmungen aus (s. o.). Der Fang und Verzehr derartiger Fische war zumeist ein Herrenprivileg und folglich wurden diesbezügliche Regelungen auch in dieser Polizeigesetzgebung gesondert behandelt. Auch enthält der Artikel vage Hinweise auf die Tätigkeit des frühneuzeitlichen Abdecker- und Wasereiwesens. Da der Fisch bei nicht genügenden Qualitätsanforderungen vergraben werden sollte, ist eine derartige Tätigkeit wohl dieser im frühneuzeitlichen Verständnis noch unehrenhaften Profession zuzuschreiben.

### Schadensregulierung und -prävention

#### Allgemeine Einführung
Einen thematischen Abschluss der Policeyordnung von 1723 bilden die Titel 30–44. Diese Titel lassen sich nicht ohne weiteres zu einem übergreifenden Themenkomplex zusammenfassen, wodurch der Eindruck entsteht, dass es sich hierbei um einen rein kompilatorischen Abschnitt handelt.
Als Abgrenzung zu den konfessionellen, gesellschaftlichen und wirtschaftlichen Policeyordnungen steht hier insbesondere das Zusammenleben der Bevölkerung des Herzogtums Westfalen im Vordergrund. Dieses soll anhand der Gesetzgebung zum Eigentumsrecht, dem (sonstigen) Sozial- und Gesellschaftsrecht und den Gesetzgebungen zur öffentlichen Ordnung gewahrt werden.
Besonderes Gewicht nehmen hierbei die Titel zum Eigentumsrecht (Titel 33–38) und zur öffentlichen Ordnung (Titel 30–32, 34 (§11), 39, 41, 43, 44) ein. Mit den Policeyordnungen der öffentlichen Ordnung werden hier die Themengebiete „Sicherheits- und Gesundheitsordnung“, „Stadtrecht und Ordnungen zur Infrastruktur“ sowie „Strafverfolgung“ abgedeckt.
Der letzte Abschnitt ist deshalb nicht nur eine Zusammenstellung von verschiedenen Titeln, Ergänzungen und Aktualisierungen bestehender Gesetzesordnungen; hier wird vor allem Gewohnheitsrecht aufgegriffen und anhand einer „rechtlichen“ Basis das Zusammenleben der Untertanen außerhalb der wirtschaftlichen und erzieherischen Interessen der Obrigkeit reguliert.

#### Inhalt der Einzelbestimmungen
„Tit. 30. Von großer Fahrlässigkeit und Versäumniß des Brands“
Insgesamt 20 Paragraphen der Policeyordnung beschäftigen sich mit dem Umgang von offenem Feuer. Es wird zum Beispiel geregelt, dass niemand mit Lampen oder Feuer in Scheunen gehen darf. So soll die Brandgefahr eingedämmt werden. Ferner beziehen sich solche Verbote auch auf Nachbarn. Weiterhin wird in diesem Titel geregelt, dass die unterlassene Hilfeleistung bei einem Brand und die mutwillige Nichtbeachtung der Paragraphen bestraft werden soll.
Die Titel 33 und 34 behandeln den Umgang mit Wäldern. Die frühe Neuzeit war, wie auch das ausgehende Mittelalter, durch eine Holznot gekennzeichnet. Fürsten nahmen dies als Anlass, ihre Macht auch auf Wälder auszudehnen, die zuvor im Besitz der Gemeinden waren. In der aktuellen Forschung ist umstritten, ob es tatsächlich einen gefährlichen Mangel an Holz gegeben hat oder ob dieser nur von Fürsten propagiert wurde, um ihr Fürstentum in einen Territorialstaat zu wandeln.
„Tit. 33. Von Verhauung der hohen Gewälder und Landwehren“
Titel 33 besteht aus vier Paragraphen und behandelt den Umgang und die Bestrafung bei Zuwiderhandlung bei hohen Gewäldern und Landwehren. Hohe Gewälder bezeichnet Kernholzbestände, die durch das Alter und damit die Größe und Stärke der Bäume besonders wertvoll waren. Im Sinne der Zeit wurden die Beamten angemahnt darauf zu achten, dass niemand Holz aus dem Wald trägt.
Bei Missachtung dieses Verbot sollte zumindest das Holz ersetzt werden. Weitere Strafen liegen im Ermessen des Beamten.
„Tit. 34. Von gemeinen Waldmayen, Marcken und Holzordnungen“
In 20 Paragraphen wird der Umgang mit dem Wald geregelt. Um den Bestand an Wald zu erhalten, wird zuallererst festgestellt, dass niemand ohne Einverständnis des Landesherrn Wald verkaufen darf. Besonderes Augenmerk wurde hierbei darauf gelegt, dass kein Wald an „Ausländische“ verkauft werden dürfe.
Sollte jemand sich nicht an die Verordnung halten, sollten Beamte den Besitz pfänden dürfen. Um den Wald zu erhalten, wurde verordnet, dass junges Holz nicht geschlagen werden dürfe, kein Stammholz für unwichtigere Aufgaben verwendet werde (z. B. Zäune oder Hütten), kein gesundes Holz als Brandholz genutzt werden dürfe und unnötige Wege geschlossen werden.
Um die traditionelle Praxis der Waldweide zu erhalten, sollte einmal im Jahr ein Ort festgestellt werden, der als Nutzwald genutzt werden durfte, um dort Vieh einzutreiben. Jeder Viehhalter wurde in die Pflicht genommen, seine Weiden einzuzäunen und darauf zu achten, dass kein Tier beim Viehtrieb in den Wald liefe.
Um die Versorgung mit Bauholz aufrechtzuerhalten, sollten Förster (die durch ein Holzgericht beaufsichtigt wurden, vor dem sie und andere Holzarbeiter einmal im Jahr Rechenschaft ablegen mussten) Bauholz zuweisen.
Um den Nutzwald zu kompensieren, sollte dementsprechend ein- bis zweimal im Jahr ein neuer Forst angelegt werden.
Auffällig ist, dass nur selten Strafen genannt wurden. So sollte jemand, der es unterlässt, seine Weiden einzuzäunen, ¼ bis 2 Marck zahlen, eine Strafe, die nach dem Ermessen des Beamten oder Grundherren abgeändert werden durfte.
Eine Besonderheit stellt §11 dar, da es hier nicht um den Wald, sondern um den Unterhalt und die Instandsetzung von Gräben und Wasserleitungen geht.
„Tit. 35. Von Theilung deren Höfen, Güter und Auffbauung neuer Kotten“ (11§)
Der Titel 35 der Policeyordnung des Herzogtums Westfalen beinhaltet 11 Paragraphen zur „Theilung … und Aufbauung“ der Höfe, Güter und neuer Kotten sowie Anweisungen zur Verwaltung und Nutzung der Güter. Zentraler Bestandteil ist hierbei die Regelung der Besitzverhältnisse sowie die Verwaltung der Güter, des ohnehin partikularisierten Herzogtums – die territoriale Grenzen der Obrigkeit trafen dabei auf die genossenschaftlich-gemeindlichen Strukturen. Die Wiederherstellung der ursprünglichen, territorialen Grenzen war ein wichtiges Element für die Obrigkeit, eine Grundsteuer zu erlassen, welche sich ihrerseits an der Größe der Güter orientierte. Die gemeindlichen Strukturen waren jedoch unerlässlich, da sich die einzelnen Untertanen nur mit Hilfe der kommunalen Strukturen erfassen ließen. „Die Lasten von Steuern, Landesfronen und Einquartierung beispielsweise wurden zunächst der Gemeinde als Ganzes auferlegt; der Honne und die Gemeinde besorgten dann die Umlegung auf die einzelnen Bewohner.“
Dieses ambivalente Verhältnis zwischen territorialer Obrigkeit und genossenschaftlich-gemeindlichen Strukturen ist besonders im zweiten Paragraphen der Policeyordnung zu erkennen. Die Obrigkeit verordnet, dass Teilungen, welche vor 20/30 Jahren vollzogen wurden, oder neue Kotten, welche vor 20 Jahren errichtet wurden, rückgängig gemacht werden sollen, sobald der Pächter verstorben ist, oder ein günstiger Zeitpunkt eintrifft. Die Kinder des verstorbenen Landpächters sollen aber nicht sofort vertrieben werden, sondern von den Vertretern der Obrigkeit auf kommunaler Ebene eine Zeitlang auf dem Gut geduldet und registriert werden. Die Verwaltung der Güter oblag zum größten Teil ebenfalls den Gemeinden. So wurden Grenzüberschreitungen und -verletzungen zwar durch die Policeyordnung sanktioniert, doch waren die Pächter dazu veranlasst, die „Mahlsteine“ selbst zu setzen und die Grenzen einzuhalten (§ 3, § 9, § 10 und § 11).
Den zweiten, gewichtigen Teil des ökonomischen Aspekts bei der Verwaltung nimmt die „gute Bewirtschaftung“ der Güter ein. Neben der Teilung der Länderei in kleine (verlustreiche) und schwer zu besteuernde Parzellen, ordnete die Obrigkeit an, dass Güter, die in den Ruin gewirtschaftet wurden, den Amtsleuten gemeldet werden musste. Diese Güter durften zudem nicht eigenhändig verkauft oder weitergegeben werden – es bedurfte bei jeder Teilung oder Weitergabe, durch Verkauf oder weiteren Verpachtung, ohnehin die Zustimmung des Gutsherren (§ 4, § 6, § 7).
An dem 35. Titel lässt sich deutlich erkennen, dass das Land entweder direkt, oder indirekt – durch den Bezug von Steuern, respektive dem erwirtschafteten Ertrags – als Eigentum der Obrigkeit galt Feudalsystem. Doch konnte „der Herr selbst nicht überall gleichzeitig sein und die ihm zustehenden Rechte wahrnehmen“, sodass einerseits die Ämter (Amtsleute, Beamte, Gemeinden) seine (kurfürstliche) Territorialherrschaft ausübten, und andererseits Polizeyordnungen seine Herrschaft bekräftigen sollten.
"Tit. 36. Von den Fischereyen" (4 §)
Nachdem die Überfischung „auf großen und kleinen Wässern und Bächern“ im Herzogtum Westphalen festgestellt und ein „Abgang“ von Fischen bemerkbar wurde, sah sich die Obrigkeit gezwungen die „Fischerei“ zu reglementieren und die Besitzverhältnisse der Flüsse und Bächer zu ordnen. Der Titel 36 besagt, dass ausschließlich Fischer das Handwerk ausüben dürfen, insbesondere wurde Hausleuten – zum Beispiel zur Nahrungsergänzung – gänzlich untersagt. In 3 Paragraphen wird aufgeführt, welche Methoden beim Fischfang verboten waren (damit der Fischbestand erhalten bleibt):
1. beim Fischen dürfen keine Leimstangen verwendet werden
2. Gewässer dürfen nicht aufgegossen oder abgeteicht werden
3. beim Fischen ist die Verwendung von „Kalk“, „Bomben“ oder „Nacht-Leuchten“ verboten
4. Bäche und Flüsse dürfen nicht gestaut werden

Der vierte Paragraph weist eine Besonderheit auf. Nicht nur das bloße Stehlen von Fischen und Krebsen aus Behältern und (fremden) Weiern, ebenso gleicht die mutwillige Zerstörung von Dämmen einem Diebstahl. Darüber hinaus wurden Fischern bestimmte Fanggebiete (Flüsse) eingeräumt – Fische aus fließenden Gewässern, die einem „anderen zustünde(n)“, dürfen nicht gefangen werden.
"Tit. 38. Von Gärten, Feldt-Schaden und Diebereyen" (21§)
In diesem Titel werden Regelungsmaterien betreffend Eigentum, hier in Form von Land bzw. Grundstücken, aufgeführt. So lassen sich verschiedene Themen herausfiltern:
1. 1. §1-4, 15: Verordnungen gegen Diebstahl von z. B. Früchten und Feldfrüchten, Bäumen, landwirtschaftlichen Geräten, Vieh usw.
2. 2. §5: Anzeige solcher Straftaten.
3. 3. §6-7, 14: Regelungen bezüglich des Viehtreibens, d. h. wann und wo Viehe getrieben werden dürfen, welche Regelungen bei Schäden infolge von ausgebrochenen Tieren oder Viehtreibens auf nicht zugelassenem Gelände in Kraft treten.
4. 4. §8-10, 12: Grundstücksregelungen.
5. 5. §11: Vorgaben, wie Grenzzäune aufgebaut sein sollen, dass sie stabil gebaut sein sollen und bei Beschädigung durch Fremd- oder Eigenverschulden repariert werden müssen.
6. 6. §13: Straferhöhung während der Erntezeit bei Beschädigungen der Felder oder Diebstahls von Feldfrüchten.
7. 7. §16-18: Jede Gemeinde soll bei Androhung von Strafe sog. „Hüter“ oder „Feldschützen“ aufstellen, die die Felder bewachen und somit vor Diebstählen bewahren sollen. Weitere arbeitsrechtliche Materien werden in § 17 und 18 geklärt.
8. 8. §19: In diesem Paragraphen geht es um die Befestigung der Ortschaften, welche in diesem Sinne wehrfähig gehalten werden sollten.
9. 9. §20: Verbot unerlaubterweise Wiesen und Felder zu befahren.
10. 10. §21: Ordnungsmaterie betreffend der sog. „Vor- und Nachhude“.

Zusammenfassend ist in diesem Titel in der Rückschau ein Regelungskonvolut zu sehen, welches sich mit der ländlichen Infrastruktur und deren ökonomischen Basis beschäftigt, nämlich der Landwirtschaft. Hierbei steht für den Fürsten im Vordergrund, den landwirtschaftlichen Betrieb möglichst reibungslos und damit ertragsreich zu erhalten. Gegen Behinderungen ebendieser Produktivität, die das Rückgrat der Versorgung darstellt, wird hier mit aller Konsequenz vorgegangen, was durch die pluralistische Kontrollstruktur zum Ausdruck kommt. Hier wird vor allem zur Anzeige-Tätigkeit angemahnt, sogar Strafe bei Unterlassung in Aussicht gestellt, eine Aufstellung einer „Feldwache“ gefordert und mit hohen Geld- oder Körperstrafen gedroht.
Bemerkenswert ist jedoch auch, dass sogar ein Ansatz des Tierschutzes im ökonomischen Sinne im §14 zu finden ist, wo es heißt: „Da aber ein Hirt, er sey Schäfer, Kühe, Kälber oder Schweine-Hirt daß ihme untergebenes Viehe auf untüchtige Oerther oder Weyden treiben, oder dasselbe in Flachs-Nöthen oder anderen schädlichen, faulen Wässeren sauffen, oder sonsten versaumen und in Schaden oder in Gefahr kommen lassen wird, auch mit schlagen, stossen oder werffen verletzen, derselbe soll erstlich den Schaden bezahlen und darzu dem Befinden nach gestraffet werden.“ (Tit. 38 §14)
"Tit. 40. Von Zigeineren oder Heyden" (6 §)
Dieser Titel beschäftigt sich mit verschiedenen ethnischen und berufsspezifischen Gruppen wie beispielsweise „Zigeunern“, fahrenden Händlern und Kriegsknechten. In sechs Paragraphen führt die Policeyordnung auf, wie die Vertreter der Obrigkeit sowie die Bevölkerung mit den eben genannten Gruppen umzugehen haben. Besonders hart sind hierbei die Bestimmungen in Paragraph 1, in dem die Beamten dazu aufgefordert werden, ein- oder durchreisende „Zigeunergruppen“ zu brandmarken und bei erneuter Festnahme hinzurichten. Den Beamten, die diesen Anweisungen zuwiderhandeln, wird die Enthebung aus ihren Ämtern angedroht. In den restlichen Paragraphen wird beschrieben, dass Händler, Mediziner und Kriegsknechte, die ohne gültige Bescheinigung praktizieren oder umherreisen, des Landes verwiesen und/oder bestraft werden sollen. Gaukler, Quacksalber und Scharlatane sollen ebenfalls nicht geduldet und ihre Waren beziehungsweise Ausrüstung konfisziert werden. Der allgemeinen Bevölkerung wird ebenfalls eine Bestrafung angedroht, sofern eine der beschriebenen Gruppen wissentlich geduldet oder nicht gemeldet wird.
"Tit. 41. Von denen Medicis, Apothekeren, Visitation deren Apotheken, Chyrurgis, deren Examination, wie auch Hebammen und dergleichen" (6 §)
Titel 41 der Policeyordnung lässt sich als eine Art Gesundheitsfürsorge verstehen. Hierin werden nämlich Richtlinien und Voraussetzungen genannt, die ein Arzt, ein Apotheker oder eine Hebamme zu erfüllen hat, um praktizieren zu dürfen. Diese Bestimmungen dienen vor allem dafür, die Bevölkerung vor Scharlatanen und Quacksalbern zu schützen. Diese sollen wie in Tit. 40 bereits erwähnt des Landes verwiesen werden.
Ein Arzt, der im Herzogtum arbeiten möchte, muss zunächst seine Erfahrung und sein Examen in Arnsberg vorweisen. Gleiches gilt für Hebammen, die zudem noch von dem Priester der jeweiligen Gemeinde, für Notfälle, in der Taufe unterwiesen sein soll. Apotheker müssen ebenfalls vor ein Gremium treten, damit sie die Erlaubnis zur Eröffnung einer Apotheke erhalten. Diese wird dann einmal jährlich durch einen Arzt kontrolliert. Die Bürgermeister und Dorfvorsteher werden durch die Policeyordnung dazu angehalten dafür zu sorgen, dass genug fähige Ärzte und Feldscherer in der Gemeinde ansässig werden.

## Bewertung
Kurfürst Joseph Clemens versuchte in der Policeyordnung von 1723 keinen Bereich des Lebens seiner Untertanen unangetastet zu lassen. Die Policeyordnung setzt sich mit religiösen und gesellschaftlichen Vorgaben ebenso wie mit Wirtschaftsgesetzgebung und der Regulierung von Schäden und deren Prävention auseinander. Hinzu kommt noch der Erlass zum Straßenbau und -erhalt. Ganz im Selbstbild eines Monarchen der Zeit steht der Erhalt der Ordnung, die den Eliten ihre Macht sichern soll, am Anfang. Das der Abschnitt über Religion und Konfession an erster Stelle steht zeigt, wie wichtig es für den Herrscher eines Fürstentums war, keine religiösen Spannungen zuzulassen.
Auch der Abschnitt über Gesellschaftliche Normen zeigt den Willen die bestehende Ordnung zu erhalten. Dieser Abschnitt zeigt allerdings mehr: er vermittelt ein Bild von dem Versuch eine Gesellschaft zu ordnen, in dem bestehende Ideale – die auf christlichen Wertvorstellungen beruhen – genutzt werden, um Wohlfahrt festzuschreiben. Auf dieser Grundlage, die sowohl Herrschaft und Volk ordnen soll, versucht die Policeyordnung das Potential des Staats nutzbar zu machen. So wird versucht die heimische Wirtschaft durch protektionistische Maßnahmen zu schützen und die intraregionalen Potentiale zu nutzen um die Entwicklung des Herzogtums Westfalen zu fördern. Die Wirtschaft soll nicht nur vor „ausländischen“ Produkten geschützt werden, sondern auch durch das Einsetzen und Durchsetzen regionaler Standards gefördert werden. Die Vorschriften zum Erhalt von Feldern, dem Fischvorkommen und des Waldes, den grundlegenden Ressourcen eines vorindustriellen Staates, passen zu dem Versuch das Territorium des Kölner Kurfürsten zu nutzen, um dessen Macht zu vergrößern.
Inwieweit Policeyordnungen umgesetzt wurden, ist in der Forschung umstritten, da es den frühneuzeitlichen Fürsten oft an den Möglichkeiten fehlte die Vorgaben durchzusetzen. Es ist möglich, dass die Policeyordnungen nicht mehr als den Willen des Herrschers darstellten den eigenen Machtanspruch durchzusetzen. Diese Versuche frühneuzeitlicher Machthaber durch die umfassende Regelung von Kapital (z. B. Titel 15), Arbeitskraft (z. B. Titel 29), Infrastruktur (z. B. Titel 44), Fläche (z. B. Titel 33), Umwelt (z. B. Titel 36), Markt (z. B. Titel 21) und sozio-kulturellen Gegebenheiten den eigenen Machtbereich besser nutzen zu können, wurden zum Ende des Jahrhunderts vom liberalen Gedankengut der Aufklärung beeinflusst. Modernere Gesetzgebungen wie der Code Civil in den Rheinbundstaaten oder das Allgemeine Bürgerliche Gesetzbuch Österreichs 1812 lösten die Idee der „guten Policey“ ab.